# Puissance de deux
 (janvier 2012).

Visualisation des puissances entières de 2, depuis 1 jusqu'à 1024 (2^{0} à 2^{10}).

En arithmétique,  une puissance de deux désigne un nombre noté sous la forme 2n où n est un entier naturel. Elle représente le produit du nombre 2 répété n fois avec lui-même, c'est-à-dire : {\displaystyle \underbrace {2\times \cdots \times 2} _{n\ \mathrm {facteurs} }}.
Ce cas particulier des puissances entières de deux se généralise dans l'ensemble des nombres réels, par la fonction exponentielle de base 2, dont la fonction réciproque est le logarithme binaire.
Par convention et pour assurer la continuité de cette fonction exponentielle de base 2, la puissance zéro de 2 est prise égale à 1, c'est-à-dire que 20 = 1.
Comme 2 est la base du système binaire, les puissances de deux sont courantes en informatique. Sous forme binaire elles s'écrivent toujours « 10000…0 », comme c'est le cas pour une puissance de dix écrite dans le système décimal.
En informatique, outre la base dix, on utilise très fréquemment le système binaire (base deux) puisque la logique booléenne est à la base de l'électronique numérique. Deux symboles suffisent : 0 et 1. Cette unité élémentaire ne pouvant prendre que les valeurs 0 et 1 s'appelle un bit (contraction de l'anglais binary digit). Une suite de huit bits s'appelle un octet.

## Notations usuelles
Suivant le domaine d'activité, une puissance de deux se note :
- 2n ;
- 2 ^ n ;
- 2 ** n ;
- 2 [3] n ;
- 2 ↑ n  (Notation des puissances itérées de Knuth) ;
- puissance(2,n) ;
- power(2,n) ;
- 1 << n ;
- H3(2,n) ;
- 2 → n → 1 (Notation des flèches chaînées de Conway).

Il existe plusieurs prononciations :
- 2 exposant n ;
- 2 puissance n ;
- 2 à la puissance n ;
- 2 élevé à la puissance n ;
- n-ième puissance de 2.

## Mathématiques
L'ensemble des sous-ensembles (ou parties) de l'ensemble A, ou encore, l'ensemble puissance de A : P(A) = 2^A.

## Informatique
L'informatique qui est basée sur le système binaire utilise toujours les puissances de deux. En particulier, 2n donne le nombre de façons dont les bits dans un entier binaire de longueur n peuvent être arrangés. Par exemple, un octet contient 8 bits et peut donc stocker 28 valeurs différentes (soit 256).
Aussi, un kibioctet contient 1 024 (210) octets.
La plupart des dimensions en informatique sont des sommes de puissances de 2, que ce soit pour la taille de la mémoire (2, 4, 8 ou 12 gibioctets), la résolution vidéo (pour un écran de 14 pouces, il y a généralement 640 par 480 pixels, où 640 = 512 + 128 et 480 = 256 + 128 + 64 + 32) ou le dimensionnement des mémoires de masse.

## Premières puissances de deux
Les trente-trois premières puissances de deux sont :
- 20 = 1 ;
- 21 = 2 ;
- 22 = 4 ;
- 23 = 8 ;
- 24 = 16 ;
- 25 = 32 ;
- 26 = 64 ;
- 27 = 128 ;
- 28 = 256 ;
- 29 = 512 ;
- 210 = 1 024 ;
- 211 = 2 048 ;
- 212 = 4 096 ;
- 213 = 8 192 ;
- 214 = 16 384 ;
- 215 = 32 768 ;
- 216 = 65 536 ;
- 217 = 131 072 ;
- 218 = 262 144 ;
- 219 = 524 288 ;
- 220 = 1 048 576 ;
- 221 = 2 097 152 ;
- 222 = 4 194 304 ;
- 223 = 8 388 608 ;
- 224 = 16 777 216 ;
- 225 = 33 554 432 ;
- 226 = 67 108 864 ;
- 227 = 134 217 728 ;
- 228 = 268 435 456 ;
- 229 = 536 870 912 ;
- 230 = 1 073 741 824 ;
- 231 = 2 147 483 648 ;
- 232 = 4 294 967 296.

## Puissance de deux ayant comme exposant une puissance de deux
Les cellules de mémoires modernes et les registres manipulent souvent un nombre de bits qui est une puissance de deux. Les puissances les plus fréquentes qui apparaissent sont celles dont l'exposant est aussi une puissance de deux.
La notation
{\displaystyle 2^{2^{n}}\quad {\rm {signifie}}\quad 2^{(2^{n})}}
(et non (22)n, cette dernière expression valant en fait 22n=4n).
Exemples
- n = 6 : 264 = 18 446 744 073 709 551 616 ;
- n = 7 : 2128 = 340 282 366 920 938 463 463 374 607 431 768 211 456.

## Autres puissances de deux remarquables
- 224 = 16 777 216, le nombre de couleurs uniques qui peuvent être affichées en couleurs vraies, qui est utilisé par la plupart des écrans d'ordinateur.
Ce nombre est le résultat de l'utilisation du système à trois canaux RVB, avec 8 bits pour chaque canal, ou 24 bits au total.
- 232 – 1 = 4 294 967 295 est la taille maximale d'un fichier dans le système de fichiers FAT32, soit 4 Gio moins 1 octet.
- 232 = 4 294 967 296 est le nombre d'adresses IPv4.
- 264 – 1 = 18 446 744 073 709 551 615, est le nombre de grains de blé que Sissa, l'inventeur légendaire du jeu d'échecs, a demandé à son seigneur à travers un problème mathématique : un (20) sur la première case, deux (21) sur la deuxième case, puis quatre (22), huit (23), seize (24), etc. jusqu'à 263 car un échiquier comporte 64 cases. Il aurait ainsi dû recevoir 264 – 1 grains, nombre tellement élevé que même en 2012, il représente 1000 fois la production mondiale annuelle de blé.
- 2128 = 340 282 366 920 938 463 463 374 607 431 768 211 456, qui vaut approximativement 3,4 × 1038, est le nombre d'adresses IPv6.
- 2210 = 21024 = 1,797693134862315907729305190789e+308 est le plus grand entier représentable par la norme IEEE 754.

## Théorèmes
- La somme des n premières puissances de 2 est égale à la puissance de 2 suivante moins 1 :{\displaystyle S_{n}=\sum _{i=0}^{n-1}2^{i}=2^{n}-1}ou encore : toute puissance de 2 est égale à la somme de toutes les puissances de 2 inférieures plus 1 :{\displaystyle 2^{n}=S_{n}+1.}Les puissances de 2 sont donc des nombres presque parfaits.
- Un entier est divisible par 2n si et seulement si ses n derniers chiffres binaires sont tous des zéros.
- Les puissances de 2 sont les seuls nombres qui ne sont pas divisibles par un nombre impair autre que 1.
- Les chiffres des unités des puissances successives de 2 forment une suite périodique (2, 4, 8 et 6).
- Les nombres formés par les chiffres des dizaines et des unités des puissances successives de 2 (en partant de 22) forment également une suite périodique (04, 08, 16, 32, 64, 28, 56, 12, 24, 48, 96, 92, 84, 68, 36, 72, 44, 88, 76 et 52).
- Chaque puissance de 2 est une somme de coefficients binomiaux :{\displaystyle 2^{n}=\sum _{k=0}^{n}{n \choose k}.}
- Le nombre réel 0,12481632641282565121024… formé par la suite (2n)n∈ℕ des puissances de 2 est un nombre univers[4].
- Le développement décimal de la fraction{\displaystyle {\frac {1}{10^{N}-2}}} vaut {\displaystyle \sum _{k=1}^{+\infty }2^{k}\times 10^{-Nk}}, c'est-à-dire que le {\displaystyle k}-ième groupe de {\displaystyle N} chiffres correspond à {\displaystyle 2^{k}}, les décimales surnuméraires s'additionnant avec le nombre précédent.

## Nombre premier de Mersenne
Un nombre de Mersenne premier est un nombre premier de la forme 2N – 1. Par exemple, le nombre premier 31, qui s'écrit sous la forme 25 – 1.
Pour que 2N – 1 soit premier, il est nécessaire que N le soit, mais cette condition n'est pas suffisante. Le plus petit contre-exemple est 
 211 – 1 = 2047 = 23 × 89.